# Babindub
Babindub – wieś w Chorwacji, w żupanii zadarskiej, w mieście Zadar. W 2011 roku liczyła 31 mieszkańców.